# Mamoutou N'Diaye
Mamoutou N'Diaye, né le 15 mars 1990 à Bamako (Mali), est un footballeur international malien qui joue au poste de milieu de terrain.

## Biographie
Il fait ses débuts avec La Gantoise lors du match à domicile contre le SV Zulte Waregem le 18 avril 2010. Lors de ce match, il remplace Christophe Lepoint à 10 minutes du terme.
La saison suivante, il est prêté au RAEC Mons. Au RAEC Mons, il est titulaire tout au long de l'année, aidant le club montois à se maintenir en première division.
En 2013, il signe au SV Zulte Waregem puis en 2015, il rejoint le Royal Antwerp FC. Lors de la finale de la saison 2016-2017, avec le Royal Antwerp FC, il devient champion de deuxième division grâce aux victoires aller/retour sur le KSV Roulers.

## Référence
1. ↑  « L'Antwerp retrouve la D1A après treize ans », RTBF Sport,‎ 11 mars 2017 (lire en ligne, consulté le 25 décembre 2017)